# تاي كورس (أبرففرو)
تاي كورس (ابرففرو) (بالإنجليزية: Tŷ Croes railway station)‏ هي محطة سكة حديد تقع في المملكة المتحدة في .[بحاجة لمصدر]